# Completamente Sold Out
Completamente Sold Out è il quarto album in studio del gruppo musicale italiano Thegiornalisti, pubblicato il 21 ottobre 2016 dalla Carosello Records.

## Tracce
1. Completamente – 3:36
2. Sold Out – 3:46
3. Tra la strada e le stelle – 4:01
4. L'ultimo grido della notte – 3:39
5. Sbagliare a vivere – 3:45
6. Gli alberi – 2:47
7. Fatto di te – 3:29
8. Non odiarmi – 3:42
9. Il tuo maglione mio – 3:43
10. Disperato – 3:41
11. Vieni e cambiami la vita – 3:33

## Formazione
Gruppo
- Tommaso Paradiso – voce, tastiera, sintetizzatore, chitarra, cori
- Marco Antonio Musella – chitarra, basso, tastiera, sintetizzatore, cori
- Marco Primavera – batteria, percussioni, cori

Altri musicisti
- Matteo Cantaluppi – basso (tracce 7, 9 e 11), sintetizzatore, programmazione, percussioni, chitarra, cori
- Nicola Cani – cori (traccia 8)

## Classifiche
| Classifica (2016) | Posizione massima |
| ----------------- | ----------------- |
| Italia            | 11                |